# Raionul Ciortkiv, Ternopil
Ciortkiv (în ucraineană Чортківський район, transliterat: Ciortkivskîi raion) este un raion în regiunea Ternopil, Ucraina. Reședința sa este orașul Ciortkiv.

## Demografie
Componența lingvistică a raionului Ciortkiv
     Ucraineană (98,27%)
     Rusă (1,53%)
     Alte limbi (0,12%)
Conform recensământului din 2001, majoritatea populației raionului Ciortkiv era vorbitoare de ucraineană (98,27%), existând în minoritate și vorbitori de rusă (1,53%).